# Seberaya
Seberaya is een bestuurslaag in het regentschap Karo van de provincie Noord-Sumatra, Indonesië. Seberaya telt 2893 inwoners (volkstelling 2010).